# Campylocentrum schiedei
Campylocentrum schiedei é uma espécie de orquídea, família Orchidaceae, que habita do México, ao Panamá. Trata-se de pequena planta epífita, monopodial, com caules alongados, folhas dísticas, e inflorescência racemosa com flores espaçadas minúsculas, de cor branca, de sépalas e pétalas livres, e nectário na parte de trás do labelo. Pertence ao grupo de espécies inflorescências mais longas que as folhas. É a espécie-tipo do gênero Campylocentrum.

## Publicação e sinônimos
- Campylocentrum schiedei (Rchb.f.) Benth. ex Hemsl., Biol. Cent.-Amer., Bot. 3: 292 (1884).

Sinônimos homotípicos:
- Angraecum schiedei Rchb.f., Linnaea 22: 857 (1850).
- Aeranthes schiedei (Rchb.f.) Rchb.f. in W.G.Walpers, Ann. Bot. Syst. 6: 901 (1864).

Sinônimos heterotípicos:
- Todaroa micrantha A.Rich. & Galeotti, Ann. Sci. Nat., Bot., II, 3: 28 (1845).
- Campylocentrum tuerckheimii Schltr., Repert. Spec. Nov. Regni Veg. 10: 363 (1912).
- Campylocentrum acutum Schltr., Repert. Spec. Nov. Regni Veg. Beih. 19: 268 (1923).